# John Ross (odkrywca)
John Ross (ur. 24 lipca 1777 w Balsarroch, w hrabstwie Wigtownshire w Szkocji, zm. 30 sierpnia 1856 w Londynie) – brytyjski oficer Royal Navy, odkrywca, polarnik, dowódca wypraw arktycznych.
W latach 1818–1819 dowodził w wyprawie, która dotarła do Cieśniny Smitha i Cieśniny Lancastera. Podczas wyprawy w latach 1829–1833 odkrył półwysep Boothia i Wyspę Króla Williama. Podczas tej ekspedycji jego bratanek James Clark Ross (1800–1862) jako pierwszy ustalił położenie północnego bieguna magnetycznego. W latach 1850–1851 prowadził poszukiwania zaginionej wyprawy Franklina.

## Życiorys
John Ross urodził się 24 lipca 1777 roku w Balsarroch, w hrabstwie Wigtownshire w Szkocji .

### Royal Navy
W wieku 9 lat wstąpił jako first-class volunteer do Royal Navy pod opiekę kapitana Seymoura Fincha. Przez trzy lata służył na statku HMS Pearl na Morzu Śródziemnym, a przez kolejny rok na statku HMS Impregnable pod opieką kapitana Thomasa Byarda (1743–1798). Następnie odbył trzy rejsy do Indii Zachodnich i trzy po Morzu Bałtyckim.
W latach 1793–1798 roku Ross pracował dla Brytyjskiej Kompanii Wschodnioindyjskiej. W 1799 roku powrócił do marynarki i służył jako midshipman na slupie HMS Weazel. Następnie służył na statkach HMS Clyde i HMS Diligence. W 1803 roku po wypowiedzeniu wojny Francji służył na HMS Grampus. W 1805 roku otrzymał awans na porucznika. Poważnie ranny w 1806 roku podczas abordażu na statek hiszpański – w 1809 roku otrzymał rentę z tytułu odniesionych obrażeń. Od 1808 roku służył na HMS Victory – jednej z jednostek ochraniających brytyjskie statki handlowe na Morzu Bałtyckim. Flota brytyjska była wspierana przez siły szwedzkie, które były osłabione – załogi szwedzkie rekrutowały się z biednych chłopów. Posługujący się szwedzkim Ross został oddelegowany jako oficer łącznikowy do marynarki szwedzkiej. W 1812 roku Ross został awansowany na stopień komandora i został dowódcą HMS Briseis. W tym samym roku przyjął na statek jako first-class volunteer swojego bratanka Jamesa Clarka Rossa (1800–1862).

### Wyprawy arktyczne

#### Brytyjskie poszukiwania Przejścia Północno-Zachodniego
W 1817 roku brytyjski podróżnik William Scoresby (1789–1857) raportował, że wody wokół Grenlandii między 74°N a 80°N są wolne od lodu. Wzbudziło to zainteresowanie Admiralicji i rozpoczęto poszukiwania Przejścia Północno-Zachodniego. W 1818 roku wysłano dwie wyprawy, które zapoczątkowały 35 lat brytyjskich poszukiwań.
- Pierwsza ekspedycja, złożona z dwóch statków HMS Dorothea pod komendą Davida Buchana (1780–1838) i HMS Trent dowodzonym przez Johna Franklina (1786–1847), miała wyruszyć przez Szetlandy, przepłynąć między Grenlandią a Spitsbergenem i dotrzeć do Cieśniny Beringa[8]
- Druga wyprawa, na statkach „Isabella” pod dowództwem Johna Rossa i „Alexander” dowodzonym przez Williama Edwarda Parry’ego (1790–1855), miała pożeglować wzdłuż zachodniego wybrzeża Grenlandii przez Cieśninę Davisa do Zatoki Baffina[8].

Kandydaturę Rossa na dowódcę „Isabelli” wysunął George Johnstone Hope (1767–1818). Wyprawa Rossa potwierdziła informacje Williama Baffina (1584–1622) o Zatoce Baffina i podjęła próbę dalszej przeprawy na północ. Dotarła do Cieśniny Smitha, osiągając 76°N, gdzie dalszą przeprawę uniemożliwiła obecność lodu. Następnie Ross skierował się na zachód, docierając do Cieśniny Lancastera . Zawrócił zmylony mirażem gór blokującym dalsze przejście na zachód, za co spotkała go krytyka po powrocie do domu. Podczas wyprawy Ross jako pierwszy Europejczyk odwiedził dom grenlandzkiego Inuita.
Po powrocie Ross przeszedł na emeryturę, lecz był skłonny poprowadzić kolejną wyprawę, jednak już nigdy nie powierzono mu takiego zadania. Zainteresował się silnikami parowymi i frenologią.

#### Wyprawa Rossa (1829–1833)

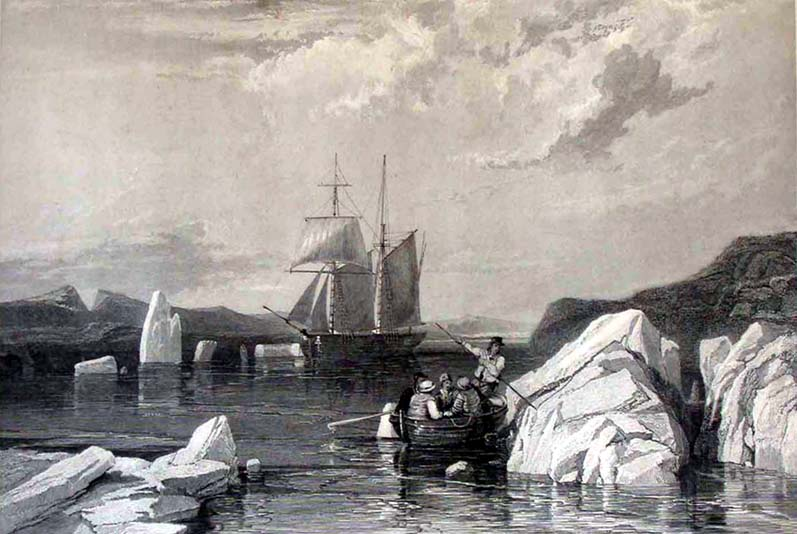
Statek „Victory” w Gulf of Boothia (1832)

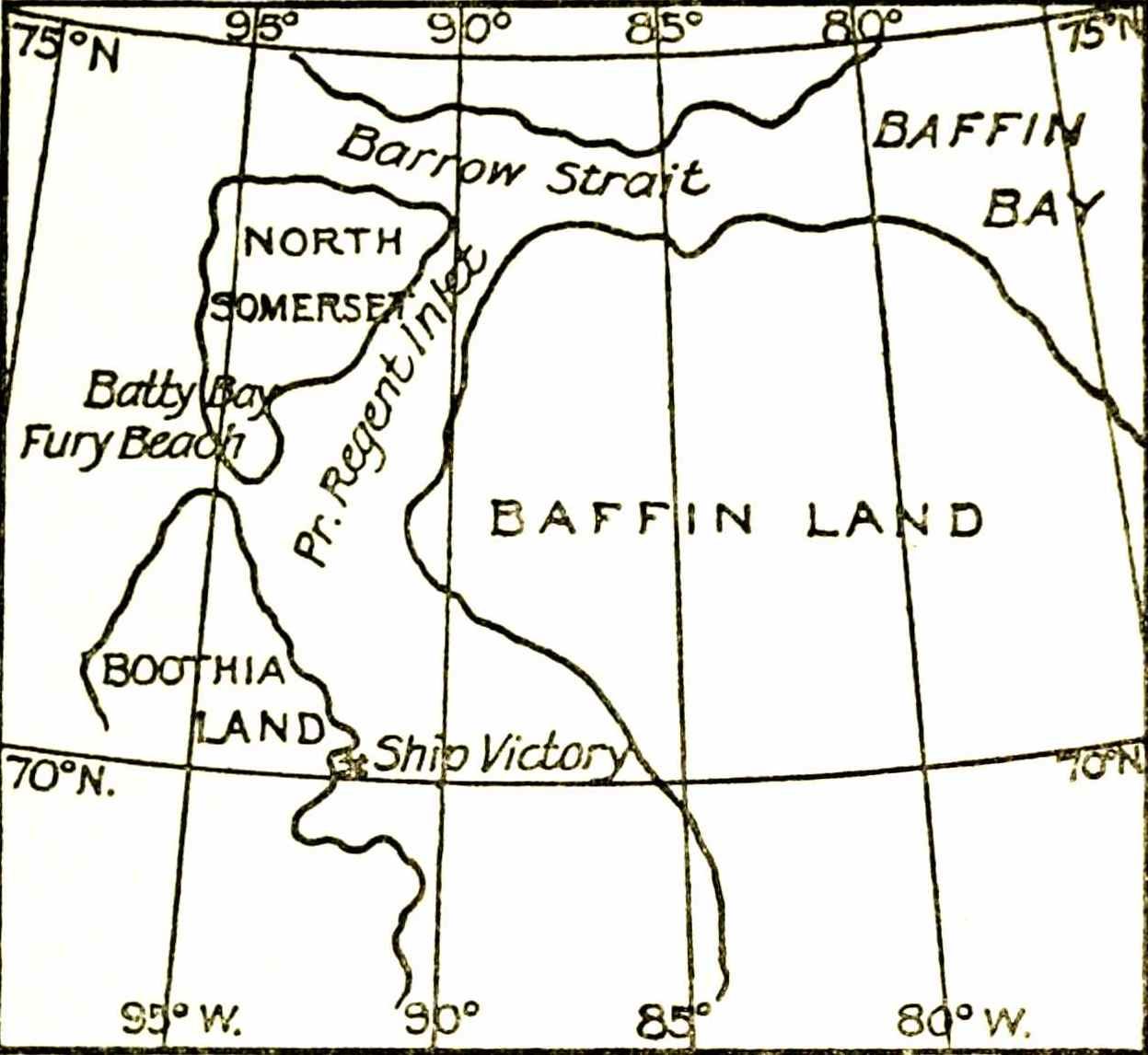
„Boothia Peninsula and North Somerset”, mapa z True Tales of Arctic Heroism in the New World (1912) autorstwa Adolphusa Greely’ego (1844–1935)

W 1829 roku zamożny producent ginu Felix Booth (1780–1850) postanowił sfinansować prywatną wyprawę arktyczną w poszukiwaniu Przejścia Północno-Zachodniego. Ekspedycję poprowadził John Ross wraz z bratankiem. Wyprawa wyruszyła na statku „Victory”. Odkryto Cieśninę Księcia Regenta i ląd po jej stronie zachodniej, który nazwano Boothia na cześć fundatora wyprawy . Ross odkrył również zatokę na południe od Cieśniny Księcia Regenta, którą również nazwano Boothia . Wyprawa przezimowała na południowym krańcu zatoki w miejscu, które Ross nazwał Lord Mayor Bay. Europejczycy przetrwali dzięki pomocy Inuitów, którzy rozbili swój obóz zimowy w pobliżu Lord Mayor Bay. Podczas pierwszego zimowania w 1831 roku bratanek Rossa – James Clark Ross (1800–1862) jako pierwszy ustalił położenie północnego bieguna magnetycznego. Dopiero po trzech latach ekspedycji udało się osiągnąć Cieśninę Księcia Regenta. Uczestnicy wyprawy zmuszeni byli porzucić „Victory” i przeprawili się na północny wschód. Założyli obóz zimowy w miejscu, gdzie składowano zapasy ze statku Parry’ego. Przy próbie dalszej przeprawy łodziami zostali zoczeni przez statek wielorybniczy – dawny statek Rossa „Isabellę” – który zabrał ich do Anglii. Powrót zaginionych przez lata polarników i odkrycie północnego bieguna magnetycznego uczyniły Rossów sławnymi. W 1834 roku John Ross otrzymał tytuł szlachecki . Na mocy decyzji Parlamentu Ross otrzymał rentę, a Booth zwrot kosztów ekspedycji. W latach 1839–1846 Ross pełnił urząd konsula w Sztokholmie .

#### Ekspedycja ratunkowa do Arktyki
W 1851 roku Ross stanął na czele kolejnej ekspedycji ratunkowej w celu odnalezienia członków zaginionej ekspedycji Johna Franklina – bez powodzenia .
W 1851 roku został awansowany na stopień kontradmirała (ang. rear admiral) . Zmarł w 1856 roku w Londynie .

## Publikacje
- 1835 – Narrative of a Second Voyage in Search of a North-West Passage[1]

## Członkostwa i nagrody
- 1834 – Founder's Medal Królewskiego Towarzystwa Geograficznego[14]